# 合肥少女毁容案
合肥少女毁容案是发在2011年9月17日的一起發生在中華人民共和國安徽省合肥市、涉及未成年人犯罪的刑事案件。毕业于寿春中学男学生陶汝坤，因为追求校友周岩遭到拒绝而喷洒打火机燃油将对方毁容。此案经媒体报刊曝光后，成为热点新闻。

## 简介
1995年，陶汝坤出生于安徽省合肥市，回族，他生于一个官二代家庭，其母亲是安徽省合肥市规划局处长，父亲是安徽省合肥市审计局职员。 毕业于寿春中学。

### 恋爱关系
17岁的陶汝坤一直爱慕同校学友周岩，不过两人并不同班，放学后经常一起回家。 2010年6月，两人毕业于寿春中学。周岩的律师称：“陶汝坤在初三下学期追求周岩，两人刚开始确实在交往，后来周岩想分手，陶汝坤便对她殴打恐吓。另一和周岩合影的男生是周岩认的干弟弟。” 周岩一男性朋友QQ空间多数照片外流：陶汝坤和周岩的亲热照片被网友曝光、同时还有周岩和多名男生亲昵搂抱的照片一共十张全被曝光，周家律师称该生这种做法严重侵犯隐私权（该生姐姐旋即道歉），而周家仍一口咬定女儿和陶汝坤没有任何，但是网友表示顿感着实被人欺骗。

### 将周岩毁容事件
2011年9月17日下午，陶汝坤来到位于合肥东七里站桃园路的周岩家向其告白和求爱，遇上了周岩的母亲，周岩的母亲一边骂一边驱赶他离开。 下午5点，周岩的母亲出去上班，在小区门口遇上了陶汝坤。 于是她发短信给女儿周岩提醒她注意安全。
等周妈妈走后，陶汝坤来到了周岩家。 陶汝坤问周岩的姨妈李云什么时候走，好和周岩谈事情。 周岩对他说：“你不要再来骚扰我了，我要好好学习”。 陶汝坤回复说，她高中三年不许谈恋爱，如果发现有男友，她就死定了。 周岩听说后，带着火气说：“凭什么我要听你的。”
陶汝坤立刻拿出一个包，取出瓶子，揭开瓶盖，将打火机燃油喷洒在周岩身上，周岩全身顿时起火。 周岩的姨妈急忙拿被子将火救灭，同时要求陶汝坤打电话叫救护车，陶汝坤没有理会她。 
救护车来了之后，陶汝坤拦住他们，对周岩说：“你最好和家里人说，是我们在玩的时候不小心搞到的。如果你报警的话，就算我因为这个事情被抓进去，最多一个星期就放出来了。”
2011年9月18日，在医院陪同的陶汝坤被瑶海公安分局警察带走。
在周岩住院期间，陶家做出承诺，将周岩带到韩国整容，即使十年二十年也陪着，同时请求周家不要向媒体曝光此事，周家欣然应允。

### 年后媒体曝光
由于陶汝坤家拖延和不支付周岩的医疗费用，周家父母求助热心的网友将此事在网站曝光，随即引起震动。

### 神秘微博道歉
2012年2月24日，陶汝坤的微博更新，文中说到：“不小心泼她身上了，真不是故意的。”但是此時陶汝坤尚在监狱，根本没机会上网。

### 陶父发帖辩解
2012年2月25日晚上，面对强大的舆论压力，陶汝坤的父亲陶文在合肥一论坛发帖，帖子后面附带医院发票照片。 文中称：
我儿子陶汝坤2010年初和周岩产生早恋，虽我们极力反对，但感情一直较好。案发前一周左右，因周岩另有男友，陶汝坤不能正确妥善对待，在2011年9月17日晚对周岩实施了伤害。双方父母就赔偿问题也一直在商谈。周岩父母要求的赔偿款虽从2011年10月底的1000万元后降至12月份的600万元，到2月12日要求的赔偿款280万元外加一套住房。由于我们也是工薪阶层，在住院期间已借款，实在无力承担巨额赔款，希望继续磋商，但遭到拒绝，继而在网络发表文章。一直以来我们怀着赎罪和伤痛的心情竭尽全力救助周岩。到12月20日，商定出院时，我共支付住院期间医药费33.86万元，不欠医院任何费用。出院时，我们还请医院开了够6个月用的美皮护和疤痕贴，价值6万元。2012年元月31日支付周岩复诊医药费0.17万元。 

### 周家回应
2012年2月26日晚上，周岩父母在天涯论坛发帖对陶父的说法进行回应：
伤害周岩因其另有男友，完全是为陶汝坤开脱罪行，想往周岩身上泼脏水而无中生有。我家就是为了让女儿躲避陶汝坤的纠缠，安心学习，才把周岩转学至肥东撮镇中学。后来由于陶汝坤继续纠缠，周岩不得已又休学一年。案发的9月17日是周岩在休学一年后重返学校仅两周的时间，我家坚决反对孩子早恋，周岩是很乖巧的孩子，根本不存在“另有男友”。 

### 司法机构回应
2012年2月27日，合肥市公安局发布《女学生周某被故意伤害一案有关情况的通报》，称该案件已经进入司法程序。

### 一审宣判
2012年5月10日，合肥市包河区第一法院以“故意伤害罪”判处被告人陶汝坤十二年零一个月有期徒刑。但原告周岩的父亲认为量刑偏轻，将申请抗诉。原告周岩表示望法院再开庭能进行公开审理，她认为陶汝坤并未真诚道歉。
5月14日，原告周岩的家人向合肥市包河区人民检察院递交了抗诉材料。 
5月21日，合肥市包河区人民检察院决定不抗诉。

## 评价
《中国广播网》分析陶汝坤及其行为后得出结论：第一、富家子弟和官家子弟家庭教育缺失，助长“恶少”和“衙内”之风。第二、司法缺乏公正，短时间内做做模样，时间一长，提前出狱继续当官升职。第三、国家官僚主义成风，阻碍民主法制进程。陶父曾公然对周家叫嚣：“不管你签不签字，我依然会争取让他出来”
《华龙影音网》：“面对居高临下、只手遮天、骄纵儿子的陶汝坤父母。让我们这对工薪阶层每月工资千余元的父母，知道了什么才是不公，什么才是叫天天不应，叫地地不灵!!!”
《北京晨报》：“陶汝坤求爱不成反将对方浇油毁容，表现了一种极端自私且无耻的罪恶行径。说到底，这不仅是陶汝坤的一己之罪，也是其家教不严失之宽纵之结出的苦果。”
周岩母亲：“案件没发生前，我们多次联系陶汝坤的父母，让他们管管儿子，不要骚扰我们家庭，甚至磕头请求陶汝坤放过我女儿，但都不起作用。”
寿春中学王老师：“陶汝坤是个吃软不吃硬的学生，叛逆心极强。”